# Граматична основа
Граматична основа (предикативний центр) речення — підметово-присудковий центр як основа речення. Підмет і присудок ще називають головними членами речення або граматичним центром. Члени речення, що входять до предикативного центру називають головними, всі інші члени, відповідно, другорядними. Якщо у реченнях синтаксичний центр складається з одного головного члена, і для повноти вони не потребують другого головного члена говорять: не підмет і не присудок, а головний член підметового (присудкового) типу.
Вичленення предикативного центру відбувається шляхом скорочення речення до мінімального складу, що не піддається подальшій редукції без порушень граматичної цілісності. По суті, мається на увазі зведення речення до рівня непоширеного з усіма ознаками, що передбачає інваріантність. Таке речення матиме елементарну схему, якій властива граматична достатність, усі поширювачі виведені за межі схеми, навіть якщо вони обов'язкові з точки зору інформативної достатності.
Предикативні центри, в яких головні члени однорідні синтаксично, але не однорідні морфологічно, кваліфікуються як складні структури.
Структурно предикативний центр визначає речення:
- за наявністю одного чи більше ніж одного граматичного центру – на монопредикативним (прості речення) та поліпредикативним (складні речення);
- за наявністю пари головних членів речення чи одного головного члена – на двоскладні // односкладні;
- за складом предикативного граматичного центру та кількістю таких центрів односкладним та двоскладним;
- за наявністю другорядних членів поширеним та непоширеним[5][6].